# ARM9
ARM9 — это группа 32-разрядных процессорных ядер RISC ARM. Семейство процессоров ARM9 включает в себя ядра: ARM9TDMI, ARM940T, ARM9E-S, ARM966E-S, ARM920T, ARM922T, ARM946E-S, ARM9EJ-S, ARM926EJ-S, ARM968E-S, ARM996HS. Процессоры семейства ARM9 выпускались с 1998 по 2006 год, и в настоящее время они не рекомендуются для использования в новых ИС, вместо этого предпочтительны ядра ARM Cortex-A, ARM Cortex-M, ARM Cortex-R.  

## Ядра
Семейство многоядерных процессоров ARM MPCore поддерживает программное обеспечение, написанное с использованием парадигм асимметричного (AMP) или симметричного (SMP) многопроцессорного программирования. 
| Год  | Ядро       |
| ---- | ---------- |
| 1998 | ARM9TDMI   |
| 1998 | ARM940T    |
| 1999 | ARM9E-S    |
| 1999 | ARM966E-S  |
| 2000 | ARM920T    |
| 2000 | ARM922T    |
| 2000 | ARM946E-S  |
| 2001 | ARM9EJ-S   |
| 2001 | ARM926EJ-S |
| 2004 | ARM968E-S  |
| 2006 | ARM996HS   |